# 21 Batalion Celny
21 Batalion Celny – jednostka organizacyjna formacji granicznych II Rzeczypospolitej.

## Formowanie i zmiany organizacyjne
Na podstawie rozkazu Ministra Spraw Wojskowych nr 3046/Org z dnia 24 marca 1921 w miejsce batalionów wartowniczych i batalionów etapowych utworzone zostały bataliony celne. 21 batalion celny powstał w granicach DOG Pomorze, a zorganizowano go na bazie 4/VIII batalionu wartowniczego. Etat batalionu wynosił 14 oficerów i 600 szeregowych. Podlegał Komendzie Głównej Batalionów Celnych, a pod względem politycznym Ministrowi Spraw Wewnętrznych.
Mimo że batalion był w całym tego słowa znaczeniu oddziałem wojskowym, nie wchodził on w skład pokojowego etatu armii. Uniemożliwiało to uzupełnianie z normalnego poboru rekruta. Ministerstwo Spraw Wojskowych zarówno przy ich formowaniu, jak i uzupełnianiu przydzielało mu często żołnierzy podlegających zwolnieniu, oficerów rezerwy oraz szeregowców i oficerów zakwalifikowanych przez dowództwa okręgów generalnych jako nie nadających się do dalszej służby wojskowej.
W sierpniu 1921 21 batalion celny został zluzowany przez Straż Celną i niedługo potem rozformowany.  1 i 2 kompania celna odeszła do 20 batalionu celnego, 3 kompania celna podporządkowana została 1 batalionowi celnemu,  a 4 kc  2 batalionowi celnemu.

## Służba celna
17 maja 1921 Główna Komenda Batalionów Celnych zarządziła zmiany dyslokacyjne batalionów. 21 batalion celny miał ochraniać odcinek granicy od Sobkowy do Kolebki. Sztab batalionu rozlokowany miał być w Tczewie.
Odcinek batalionowy podzielony był na cztery pododcinki, które obsadzały kompanie wystawiające posterunki i patrole. Posterunki wystawiano wzdłuż linii granicznej w taki sposób, by mogły się nawzajem widzieć w dzień. W tym zakresie batalion współpracował z posterunkami i patrolami Policji Państwowej. Współpraca polegała na tym, że te pierwsze wystawiały wzdłuż linii granicznej stale posterunki i patrole, natomiast policja tworzyła je w głębi strefy, poza linią graniczną. W zakresie ochrony granicy batalion podlegał staroście.
Sąsiednie bataliony
16 batalion celny w Nowem ⇔ 19 batalion celny w Wejherowie – VI 1921

## Kadra batalionu
Dowódcy batalionu
| stopień | imię i nazwisko         | okres pełnienia służby | kolejne stanowisko |
| ------- | ----------------------- | ---------------------- | ------------------ |
| ppłk    | Antoni Kamiński z 71 pp | VI – VII 1921          |                    |

## Struktura organizacyjna
| Ordre de Bataille 21 batalionu celnego w Tczewie na dzień 1 czerwca 1921 | Ordre de Bataille 21 batalionu celnego w Tczewie na dzień 1 czerwca 1921 | Ordre de Bataille 21 batalionu celnego w Tczewie na dzień 1 czerwca 1921 | Ordre de Bataille 21 batalionu celnego w Tczewie na dzień 1 czerwca 1921 | Ordre de Bataille 21 batalionu celnego w Tczewie na dzień 1 czerwca 1921 |
| kompanie                                                                 | 1. Tczew                                                                 | 2. Gniew                                                                 | 3. Nowe                                                                  | 4. Żukowo                                                                |
| ------------------------------------------------------------------------ | ------------------------------------------------------------------------ | ------------------------------------------------------------------------ | ------------------------------------------------------------------------ | ------------------------------------------------------------------------ |
| dowódcy                                                                  | por. Roman Szubert                                                       | por. Lucjan Głodkowski                                                   | ppor. Franciszek Młynarczyk                                              | kpt. Mieczysław Polański                                                 |
| Ordre de Bataille 21 batalionu celnego w Tczewie na dzień 1 lipca 1921   |                                                                          |                                                                          |                                                                          |                                                                          |
| kompanie                                                                 | 1. Tczew                                                                 | 2. Egiertowo                                                             | 3. Kamierowo                                                             | 4. Żukowo                                                                |
| dowódcy                                                                  | ppor. Józef Kotarba                                                      | por. Lucjan Głodkowski                                                   | ppor. Franciszek Młynarczyk                                              | kpt. Mieczysław Polański                                                 |
| placówki                                                                 | Gorzędziej                                                               | Satrapy                                                                  | Rościszewo                                                               | Niestępowo                                                               |
| placówki                                                                 | Tczew -most                                                              | Szumlis Szlachecki                                                       | Gołębiówko                                                               | Sulmin                                                                   |
| placówki                                                                 | Czatków                                                                  | Szumlis Królewski                                                        | Duże Mirowo                                                              | Smengorżyn                                                               |
| placówki                                                                 | Łąki                                                                     | Stafrowa Huta                                                            | Małe Mirowo                                                              | Kokoszki                                                                 |
| placówki                                                                 | Mały Miłobądz                                                            | Połęcin                                                                  | Trzecionka                                                               | Maternia                                                                 |
| placówki                                                                 | Duży Miłobądz                                                            | Kamelin                                                                  | Kamirowskie Piece                                                        | Głukowo                                                                  |
| placówki                                                                 | Arent                                                                    | Hopowo                                                                   | Bożepole                                                                 | Owczarnia                                                                |
| placówki                                                                 | Malenin                                                                  | Borcz                                                                    | Rusland                                                                  | Wysoka                                                                   |
| placówki                                                                 | Szwarc                                                                   | Skrzeszewo                                                               | Szczodrowo                                                               | Gołębiowo                                                                |
| placówki                                                                 | Świetlikowo                                                              | Lichtenfeld                                                              | Celmerostwo                                                              | Bernardowo                                                               |
| placówki                                                                 | Szczerbeszin                                                             | Łapin                                                                    | Nowy Wiec                                                                | Kolebki                                                                  |
| placówki                                                                 | Kobierżyn                                                                | Fiolin                                                                   | Nowy Wiec                                                                |                                                                          |